# Tir à la corde aux Jeux olympiques de 1904
Navigation
Édition précédente Édition suivante
Résultats des épreuves de tir à la corde aux Jeux olympiques d'été de 1904 à Saint-Louis aux États-Unis.

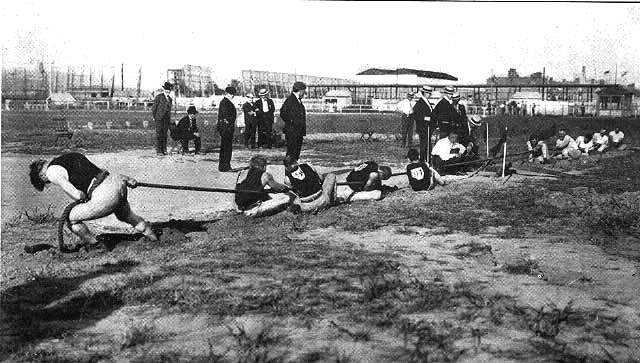
Épreuve de tir à la corde.

| Or | Argent | Bronze                                                                                         |
| Milwaukee Athletic Club - Oscar Olson - Sidney Johnson - Henry Seiling - Conrad Magnusson - Patrick Flanagan | St. Louis Southwest Turnverein №1 - Max Braun - William Seiling - Orrin Upshaw - Charles Rose - August Rodenberger | Équipe mixte - Charles Habercorn - Frank Kungler - Charles Thias - Harry Jacobs - Oscar Frihde |